# Callispa marshalli
Callispa marshalli is een keversoort uit de familie van de bladkevers (Chrysomelidae). De wetenschappelijke naam van de soort werd in 1935 gepubliceerd door Franz Spaeth.